# 南南問題
南南問題（なんなんもんだい）とは、1980年代以降顕著になった、開発途上国とされる国の間での経済格差の問題。

## 概要
アフリカ、アジアの国々の間でも経済格差が生まれたことから、こう呼ばれるようになった。例として、東南アジアにおいては、タイやマレーシア、ベトナムが外資受け入れを原動力に経済成長を続ける中で、ミャンマーやラオスなどが相対的に貧しくなり格差が拡大している。ただし、ミャンマーは政治的意図に基づき、外資受け入れに消極的という面が強い。
20世紀中頃において、多くの開発途上国は安価で原料や燃料を輸出し、それを加工・販売する先進国は製造・販売における利潤と商品による文化的恩恵を享受していた。これが南北問題の本来の姿であり、この構図は植民地支配の時代となんら変わりがなく開発途上国は働いても働いても埋まらない経済的格差に苦しんでいた。

## 歴史
1950年代末から1960年初頭にかけて資源ナショナリズムを背景に国際情勢が変化した。1960年石油輸出国機構成立、1962年には国際連合において天然資源に対する恒久主権の権利が宣言されるに至って、南北問題に対する一応の対策が施されることとなった。石油輸出国機構による原油価格のコントロールは次第に有効化し、1973年には中東戦争の余波から起こったオイルショックにより原油価格が世界経済への大きな影響力を示すことが実証された。これにより産油国の国際的地位は急上昇し、こうした国際情勢の中で多くの資源保有国は連携し、各種資源の囲い込みを始めた。石油以外にも銅、ボーキサイト、鉄、天然ゴムなどの輸出国機構が林立したのである。一方で資源に恵まれない国、技術的に資源採掘が難しい国ではこうした恩恵にあずかれないという事態に陥った。これがもともとの南南問題である。
1980年代における南南問題は資源を持つ国、持たざる国の格差という問題からNIEsなど、人件費の安さと工業技術力の発展をもとに経済成長した国と経済成長がかなわなかった国との格差という問題にフォーカスが移りつつある。これは南北問題の対策として先進国が行なって来た開発途上国に対する支援が、一応の成果として国際経済に反映した結果とも言えるが、その一方で南南問題はより深刻化する様相を呈している。特にサハラ砂漠より南のアフリカ地方、東南アジアの一部においては政情不安も手伝って、経済的な自立がままならない国がある（後発開発途上国参照）。またオセアニアや西インド諸島の小さな島国においてはそもそも人的資源にも乏しく、工業発展用のインフラすら未整備という実情がある（小島嶼開発途上国参照）。ラテンアメリカ諸国には経済発展はとげたものの、後の国内政治が不安定で経済的に足踏み状態の国もある。